# Portable anymap
Portable PixMap — прості формати зберігання зображень: кольорових (англ. Portable PixMap, PPM), напівтонових (англ. Portable GrayMap, PGM) і чорно-білих (англ. Portable BitMap, PBM); визначають правила для обміну графічними файлами. Ці формати можуть забезпечувати проміжне представлення даних при конвертації растрових графічних файлів трьох перерахованих типів між різними платформами. Деякі програми підтримують ці три формату безпосередньо, визначаючи їх, як формат PNM (portable anymap). Формат PPM був розроблений Джефом Посканзером (англ. Jeff Poskanzer).

## Опис формату файлу
Приклад бітового зображення літери «J»:
```
....X.
....X.
....X.
....X.
....X.
....X.
X...X.
.XXX..
......
......
```

Формат PBM являє цей приклад в наступному вигляді:
```
P1
# This is an example bit map file j.pbm
6 10
0 0 0 0 1 0
0 0 0 0 1 0
0 0 0 0 1 0
0 0 0 0 1 0
0 0 0 0 1 0
0 0 0 0 1 0
1 0 0 0 1 0
0 1 1 1 0 0
0 0 0 0 0 0
0 0 0 0 0 0
```

Рядок P1 визначає формат файлу. Знак решітки (#) відокремлює коментар. Наступні два числа задають ширину і висоту. Потім розташована матриця значень пікселів (у разі монохромного зображення, як у цьому прикладі, — лише нулі та одиниці).
Результуюче зображення: . Воно ж, збільшене в 20 разів:

## Використання в Netpbm
Пакет Netpbm може, наприклад, використовувати послідовно дві програми конвертації для перетворення цього коду в файл BMP:
```
pgmtoppm "# FFFFFF" j.pbm > j.ppm
ppmtobmp j.ppm > j.bmp
```

В залежності від розпізнаного формату файлу, система простих графічних файлів portable pixmap може розрізняти три схожих формати файлів, кожен у двох версіях:
- PBM — чорно-білий (portable bitmap) (P1/P4) — 1 біт на піксель
- PGM — напівтоновий (portable graymap) (P2/P5) — 8 біт на піксель
- PPM — кольоровий (portable pixmap) (P3/P6) — 24 біт на піксель, 8 на червоний, 8 на зелений, 8 на синій

У кожному випадку версія (P1, P2 або P3) стосується читання, заснованого на ASCII-форматах, подібних до показаного на прикладі.
Версії (P4, P5 і P6) відносяться до бінарних форматів, менш зручних для читання, але більш ефективних для економії місця у файлі і більш зручних для розбору через відсутність пробілів.
Інструмент pdftoppm може експортувати файли PDF в малюнки формату PPM.